# Meandry uczuć
Meandry uczuć (tr. Cesur ve Güzel) – turecki serial obyczajowy wyreżyserowany przez Alego Bilgina oraz wyprodukowany przez wytwórnię Ay Yapım. W rolach głównych występują Kıvanç Tatlıtuğ i Tuba Büyüküstün.
Premiera serialu odbyła się w Turcji 10 listopada 2016 na tureckim kanale Star TV. Ostatni odcinek serialu wyemitowano 22 czerwca 2017. W Polsce serial był emitowany od 5 grudnia 2017 do 4 maja 2018 na kanale TVP2. Tekst polski opracował Piotr Zieliński, natomiast lektorem serialu był Paweł Straszewski.

## Fabuła
Serial opisuje historię Cesura Alemdaroğlu, który powraca do swojej rodzinnej posiadłości w niewielkim miasteczku niedaleko Stambułu, aby wyjaśnić i dowiedzieć się, w jakich okolicznościach zginął jego ojciec oraz zemścić się na Tahsinie, z powodu dzielącego ich rodziny konfliktu. Mężczyzna nie przewiduje tylko jednego. Wkrótce na horyzoncie niespodziewanie zjawia się piękna kobieta Sühan Korludağ, córka Tahsina, którego podejrzewa i obarcza odpowiedzialnością ze śmierć swego ojca. Cesur i Suhan zostają zaangażowani w długi historyczny spór rodzinny.

## Obsada
- Kıvanç Tatlıtuğ – Cesur Alemdaroğlu
- Tuba Büyüküstün – Sühan Korludağ
- Tamer Levent – Tahsin Korludağ
- Erkan Avcı – Korhan Korludağ
- Serkan Altunorak – Bülent Aydınbaş
- Sezin Akbaşoğulları – Cahide Korludağ
- Devrim Yakut – Mihriban Aydınbaş
- Nihan Büyükağaç – Adalet Korludağ
- Firat Altunmeşe – Kemal Bozlu
- Irmak Örnek – Şirin Turhan
- Okday Korunan – Salih Turhan
- Gözde Türkpençe – Banu Vardas
- Işıl Dayoğlu – Reyhan Turhan
- Zeynep Kızıltan – Hülya
- Cansu Türedi – Necla
- Tilbe Saran – Fügen Karahasanoglu
- Ali Pinar – Hasan Karahasanoglu
- Müfit Kayacan – Rifat
- Yiğit Özşener – Riza Chirpiji

## Spis serii
| Seria | Liczba odcinków | Liczba odcinków | Premierowa emisja w Turcji | Premierowa emisja w Turcji | Premierowa emisja w Polsce | Premierowa emisja w Polsce | Zakres odcinków | Zakres odcinków |
| Seria | Turcja          | Polska          | Rozpoczęcie                | Zakończenie                | Rozpoczęcie                | Zakończenie                | Oryginalnie     | Polska          |
| ----- | --------------- | --------------- | -------------------------- | -------------------------- | -------------------------- | -------------------------- | --------------- | --------------- |
| 1     | 32              | 101             | 10 listopada 2016          | 22 czerwca 2017            | 5 grudnia 2017             | 4 maja 2018                | 1–32            | 1–101           |